# 大泊 (砕氷艦)
大泊（おおどまり/旧仮名:おほどまり、おほとまり）は日本の特務艦にして、砕氷艦である。
日本で建造された最初の砕氷艦でもある。艦名は亜庭湾北部の大泊港にちなむ。同型艦はない。海人社は本艦を「間宮に匹敵する功労艦」と評価している。

## 計画
砕氷船（砕氷艦）は、通常の船舶とは異なり、特殊な構造をもっている。大日本帝国海軍（以下、日本海軍）は、北洋警備の重要性に対する認識はあったものの、高い砕氷能力を持った艦の建造には至らなかった。日露戦争の日本海海戦では、バルチック艦隊所属のアドミラル・ウシャコフ級海防戦艦2隻が連合艦隊に降伏した。このうち「アドミラル・セニャーヴィン」が海防艦「見島」と改名された。日本海軍は第一次世界大戦終盤の1918年後半に、舞鶴海軍工廠において、「見島」を砕氷艦に改造した。しかし海防戦艦からの改造艦であり、間に合わせでしかなかった。
1920年（大正9年）1月下旬、ニコラエフスク（尼港）に駐屯中の日本軍は、パルチザンの攻勢に対し海軍陸戦隊の派遣を要請した。日本政府は救援隊の派遣を検討するが、具体的な動きは2月中旬であった。その前にニコラエフスクは包囲されてしまう（尼港事件）。
戦艦「三笠」と砕氷艦「見島」が幾度か派遣されたが、「見島」の能力不足のため氷原を突破できず、ニコラエフスクに到達できなかった。救援隊がニコラエフスクに到着したのは、捕虜となった日本兵や、日本人ふくめ民間人が虐殺された後であった。このことが教訓となり、大正9年度計画の能登呂型給油艦のうち1隻を砕氷艦に変更する。大正10年度軍備補充費で本艦が建造された。

## 艦型

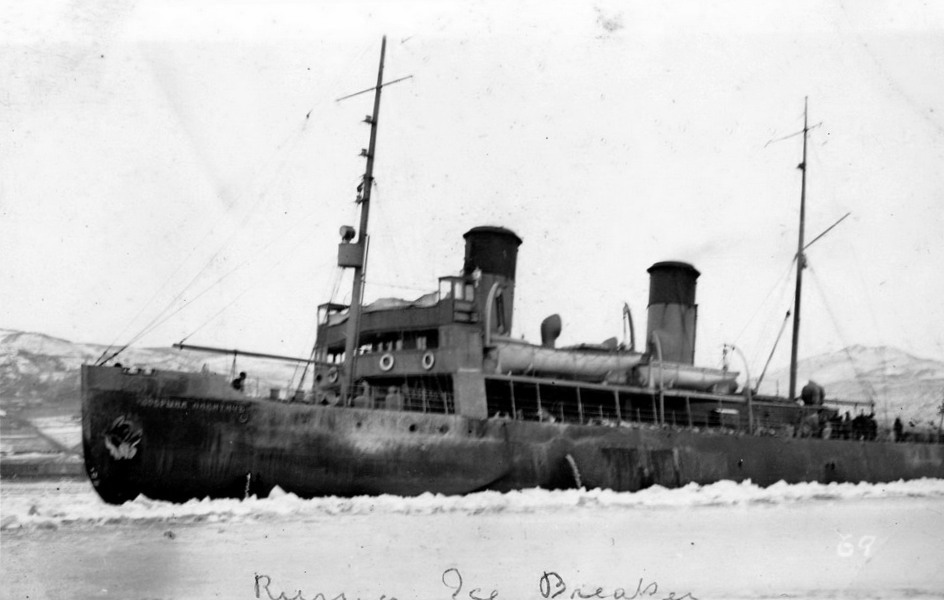
ロシアの砕氷船「ドブルニア・ニキチッチ」

日本海軍は海防戦艦から砕氷艦に改造した「見島」の運用から、貴重な経験を得た。新造砕氷艦「大泊」の艤装は、ロシアの砕氷船「ドブルィニャ・ニキーティチ」を調査した結果を基にしていた。ところが、羅針艦橋が開放式で防寒防風波浪への対応には天幕を張るだけだったこと、冬季における寒さ対策が十分でなかったこと、船体の強度が不十分だったことなどから、後に羅針艦橋を全周密閉式として室内に木材を張りガラス窓としたり、中央構造物から艦尾に達するプープデッキを増設して居住区とし、さらに艦首に衝角状の突起を設けて艦首の強度を高めるなどの対策が施された。
約1mの厚さの氷盤を割るときは、艦首を氷盤の上に乗り上げてから、艦首部の海水タンクにポンプで海水を満たし、艦自身とタンク内の海水の重量で氷を上から押し曲げて割っていた。2mの砕氷能力を持つとされたが、実際の砕氷能力や連続砕氷能力はこれより小さいはずだった。
燃料は石炭であった。

## 艦歴
川崎造船所で、戦艦「加賀」などと共に建造された。日本海軍に於いて、「大泊」は最初の“新造”砕氷艦であった。同時に、川崎造船所にとっても砕氷艦は初めて建造する艦種であった。1921年（大正10年）6月24日に起工。同年8月2日、日本海軍は艦船令を改正し、特務艦の区分に「砕氷艦」という艦種を追加した（翌3日、特務艦艇類別標準を改正）。10月3日、進水した。11月7日に竣工した。
竣工後、舞鶴鎮守府、次いで横須賀鎮守府に籍を置いた。春季から夏季にかけて函館、大湊、横須賀に帰投し、修理や乗員の休養および交代を行った時、観艦式などの特別行事以外は、一貫して北洋で行動した。
海軍休日時代における日本海軍唯一の砕氷艦として、北方全般の警備、航路啓開、科学調査、災害救援活動、漁業の保護など、各方面で多大な貢献を果たした。その航海がドキュメンタリー映画になった程であった。サガレン州派遣軍の時期に乗艦していた近藤至誠（陸軍歩兵大佐）が撮影したもので、国立映画アーカイブで視聴することが出来る。
また、1930年から1941年までの間、断続的にオホーツク海での流氷原の調査を行なった。1933年から1934年にかけて阿頼度島の噴火で新島が出来た際には、本艦が派遣されて乗組員が火山島を探検した。
太平洋戦争前に大湊警備府附属となり、戦時中は主として宗谷海峡や亜庭湾で行動し、ソ連船の臨検などを行った。1945年7月20日、補修整備のため横須賀に入港し同地で終戦を迎えた。
1938年3月、日本海軍は本艦の老朽化、砕氷能力の低さ、そして砕氷艦が一隻しかないことを問題視した。新砕氷艦の建造と合わせ、2隻の耐氷型貨物船を購入し砕氷艦に改造する計画が検討された。しかし、結局海軍は「地領丸」を特務艦「宗谷」に改装したのみで、⑤計画の新砕氷艦（恵山）は建造中止になった。その「宗谷」もあくまで測量艦であった。同艦は南洋部隊（第四艦隊）や外南洋部隊（第八艦隊）に編入されて中部太平洋やソロモン諸島での測量任務に従事、本格的な砕氷艦に改造されたのは太平洋戦争終結後であった。本艦に代わる砕氷艦は終戦まで出現しなかった。
1945年12月1日、横須賀地方復員局所管の特別輸送艦に指定されたが、艤装や缶の損耗が著しく整備に多額の費用がかかるため使用されず、日本鋼管鶴見造船所の岸壁に係留され、1946年5月7日には特別輸送艦の指定を解かれた。後に長浦港に曳航されて係留された。砕氷能力があるため海上保安庁の北洋用巡視船として使用する計画もあったが、修理費がかさむために見送られ、1949年10月から1950年3月にかけて解体された。本艦の退役後、冬季の北洋警備を担う砕氷船は長らく存在しなかった。1960年にようやく耐氷改造された旧海軍海防艦「つがる」が第一管区海上保安本部に配属、本格的な砕氷性能を有する巡視船「宗谷」（上記の特務艦宗谷と同一の船）が南極観測任務を解かれ第一管区に配備されるのは1963年4月のことである。

## 艦長
艤装員長
1. 國生行孝 大尉：1921年10月1日[92] - 1921年11月7日[93]

特務艦長/艦長
1. （心得）國生行孝 大尉：1921年11月7日[93] - 1921年11月15日[94]
2. 吉武純蔵 中佐：1921年11月15日[94] - 1922年11月10日[95]
3. 太田質平 中佐：1922年11月10日[95] - 1923年10月15日[96]
4. 佐藤英夫 中佐：1923年10月15日[96] - 1924年10月25日[97]
5. 毛内効 中佐：1924年10月25日[97] - 1925年7月1日[98]
6. （兼）平山栄 大佐：1925年7月1日[98] - 1925年8月1日[99] （本職：北上艦長）
7. 石川眞吾 中佐：1925年8月1日[99] - 1926年11月1日[100]
8. 大野功 中佐：1926年11月1日[100] - 1927年12月1日[101]
9. 山縣少介 中佐：1927年12月1日[101] - 1928年3月25日[102]
10. （兼）小山泰治 中佐：1928年3月25日[102] - 1928年5月1日[103] （本職：大湊防備隊司令）
11. 曾我清市郎 中佐：1928年5月1日[103] - 1929年5月1日[104]
12. 山田定男 中佐/大佐：1929年5月1日[104] - 1930年12月1日[105]
13. 鬼俊民 中佐：1930年12月1日[105] - 1931年11月2日[106]
14. 草川淳 中佐：1931年11月2日[106] - 1932年11月15日[107]
15. 居谷吉春 中佐：1932年11月15日[107] - 1933年11月15日[108]
16. 塚原胤一 中佐/大佐：1933年11月15日[108] - 1934年11月15日[109]
17. 宮里秀徳 中佐/大佐：1934年11月15日[109] - 1935年11月15日[110]
18. 森田一男 中佐：1935年11月15日[110] - 1936年11月2日[111]
19. 江口松郎 中佐/大佐：1936年11月2日[111] - 1938年12月15日[112]
20. 門前鼎 大佐：1938年12月15日[112] - 1939年11月15日[113]
21. 村山清六 大佐：1939年11月15日[113] - 1940年11月1日[114]
22. 今村幸彦 大佐：1940年11月1日[114] - 1942年6月15日[115]
23. 岡恒夫 大佐：1942年6月15日[115] - 1943年12月5日[116]
24. 千葉次雄 大佐：1943年12月5日[116] - 1944年2月26日[117]
25. 千知波長次 大佐：1944年2月26日[117] - 1945年10月5日[118][注釈 17]、以後1946年1月8日まで特務艦長および艦長の発令無し。
26. 戸村清 第二復員官：1946年1月8日[119] - 1946年3月20日[120]、以後艦長の発令無し。

## 文化への影響
- “国立映画アーカイブ歴史映像ポータル”. 2025年3月閲覧。 エラー: 閲覧日は年・月・日のすべてを記入してください。
  - 『韃靼海峽氷原航海 大正十二年二月』（1923年、海軍省制作、近藤至誠陸軍大佐撮影[16]。サイレント映画）